# Ródéf
A ródéf (héberül רוֹדֵף, újhéberben  ródef, szó szerint "üldöző"), a tradicionális zsidó jogban olyan személyt jelent, aki valakit azért "üldöz", hogy meggyilkolja.

## Forrása
A zsidó törvény értelmében az ilyen személyt bárkinek meg lehet ölnie (a személy érdekében, hogy ne követhesse el azt a tettet), feltéve, hogy előtte figyelmeztette, hogy álljon meg, amit az illető visszautasított. A törvény egyetlen forrása a Babilóniai Talmud Szanhedrin 73a fejezetének misnája, miszerint:
- Az üldözőket (ródéf) meg kell menteni [attól, hogy megtegyék, amit akarnak], akár az életük árán is [tehát előtte megölhetőek]. [Ide tartozik:] Aki a szomszédját (ismerősét, barátját) üldözi, hogy megölje (ródéf ahar havéró lehargó); [vagy] férfit [üldöz pederasztriára]; [vagy] eljegyzett menyasszonyt.
- De aki egy állatot üldöz [szexuális célból], vagy megszentségteleníti a szombatot, vagy bálványimádást követ el, nem kell megmenteni [attól, hogy elkövesse a bűnt] az élete árán.

Ez a törvény, a dín ródéf, az üldöző törvénye, ami a zsidó jog azon kevés rendelkezésének egyike, ami speciális esetekben megengedi az ölést.

## Modern alkalmazása
Az utóbbi években számos rabbi állította, hogy egyes közéleti személyiségek kimeríthetik a rodef státusz fogalmát, amivel feltételezések szerint a megölésükre buzdítottak. Közülük a legismertebb volt izraeli korábbi miniszterelnöke, Jichák Rabin, akit egyesek ródéfnek bélyegeztek az Oslói Békeszerződés miatt, és 1995-ben meggyilkolták. A merénylő, Jigal Amir, következetesen a dín ródéf alapján igazolta tettét, azon az alapon, hogy a palesztinoknak tett engedmények szerinte zsidó életeket veszélyeztetnek.
Izrael jogrendje a dín ródéf törvényét nem ismeri el, melynek következtében Jigal Amirt többszörös életfogytiglan börtönbüntetésre ítélték a kegyelem lehetősége nélkül.
Az Oslói Békeszerződés megítélése erősen ellentmondásos Izraelen belül és megosztotta a lakosságot, mert a kormány politikájának alapvető megváltozását jelentette, hogy tárgyalásokba bocsátkozott olyan, korábban terroristának tekintett szervezetekkel, mint a PFSZ.
Más esetekre is volt példa. 2005-ben Avigdor Neventzhall, prominens izraeli rabbi, azt állította, hogy „tudomásul kell venni, hogy bárki, aki fel akarja adni az izraeli földet, olyan, mint egy ródéf”, ami nagy felzúdulást keltett és egy különleges vitát a Kneszetben.

## Külső hivatkozások
- Full text of Sanhedrin Chapter 8 Archiválva 2008. február 7-i dátummal a Wayback Machine-ben
- English translation of Sanhedrin 73 with commentary